# Bombus morawitzianus
Bombus morawitzianus (saknar svenskt namn) är en insekt i överfamiljen bin (Apoidea) och släktet humlor (Bombus) som lever i Centralasien.

## Beskrivning
Honan är helsvart, med undantag för mellankroppens främre del, där den svarta pälsen är uppblandad med ljusare hår, och sidorna på bakre delen av tredje och hela fjärde tergiten, som är gula. Hanen är helt annorlunda färgad: Huvudet är svart med undantag av en gul fläck i nacken, och mellankroppen är gul med en svart central del. Även den främsta tergiten är gul. Resten av bakkroppen är blekgul till vit med en karakteristisk, svart teckning: Större delen av andra tergiten är svart, med undantag för två smala områden vid bakkantens sidor; det svarta fortsätter sedan på tredje tergitens centrala del, så att den delen av teckningen bildar ett "T" med mycket kort stapel. Bakkroppsspetsen är helsvart, liksom de centrala delarna av de två föregående tergiterna (5 och 6). Den främsta delen, på 5:e tergiten, är avrundad framtill, så figuren ser ut som en trubbig spets som möter det framförliggande "T":ets stapel. 

## Ekologi
Humlan är en snylthumla, som saknar arbetare och där drottningen tränger in i andra humlors bon, dödar drottningen och tvingar arbetarna i det övertagna boet att föda upp sin avkomma. Den är en bergsart, som kan gå upp till åtminstone 4 000 m.

## Utbredning
Bombus morawitzianus finns i Centralasien från Tianshan i Kina, Hindu Kush och Jammu och Kashmir i Indien, samt eventuellt i bergskedjan Kopet Dag.